# Österrikes Grand Prix 2003
Österrikes Grand Prix 2003 var det sjätte av 16 lopp ingående i formel 1-VM 2003.

## Resultat
1. Michael Schumacher, Ferrari, 10 poäng
2. Kimi Räikkönen, McLaren-Mercedes, 8
3. Rubens Barrichello, Ferrari, 6
4. Jenson Button, BAR-Honda, 5
5. David Coulthard, McLaren-Mercedes, 4
6. Ralf Schumacher, Williams-BMW, 3
7. Mark Webber, Jaguar-Cosworth, 2
8. Jarno Trulli, Renault, 1
9. Antonio Pizzonia, Jaguar-Cosworth
10. Cristiano da Matta, Toyota
11. Ralph Firman, Jordan-Ford
12. Jacques Villeneuve, BAR-Honda
13. Justin Wilson, Minardi-Cosworth

### Förare som bröt loppet
- Giancarlo Fisichella, Jordan-Ford (varv 60, bränslesystem)
- Nick Heidfeld, Sauber-Petronas (46, motor)
- Fernando Alonso, Renault (44, motor)
- Juan Pablo Montoya, Williams-BMW (32, motor)
- Olivier Panis, Toyota (6, upphängning)
- Heinz-Harald Frentzen Sauber-Petronas (0, koppling)
- Jos Verstappen Minardi-Cosworth (0, launch control)

## VM-ställning
| Förarmästerskapet 1. Kimi Räikkönen, McLaren-Mercedes, 40 2. Michael Schumacher, Ferrari, 38 3. Rubens Barrichello, Ferrari, 26 | Konstruktörsmästerskapet 1. Ferrari, 64 2. McLaren-Mercedes, 63 3. Renault, 35 Williams-BMW, 35 |